# Comandi AT
La maggior parte dei modem fonici utilizza i comandi AT Hayes, uno specifico insieme di comandi originalmente sviluppato per il modem Hayes Smartmodem da 300 baud.
La stringa di inizializzazione consiste in una serie di comandi che prepara il modem per la comunicazione, impostando caratteristiche come il tipo di connessione, i tempi di attesa, la rilevazione del segnale di occupato eccetera. Nei modelli di modem più recenti l'inizializzazione viene gestita da programmi con una qualche interfaccia grafica, in modo che l'utente non debba digitare questi comandi e neanche conoscerne l'esistenza.
Ogni funzione del modem è governata dal relativo comando AT (che sta per ATtention, cioè in lingua inglese: attenzione). Per inviare un comando occorre trasmettere sulla porta seriale del modem una stringa ASCII formata da AT seguito da uno o più comandi e da un carattere di ritorno a capo (CR). Esempio:
ATE0L1 <CR>

## Lista dei comandi AT standard più usati
Elenchiamo di seguito i comandi standard più usati:
A/Riesegue le funzioni specificate nell'ultima stringa di comando trasmessa al modem. Non deve essere preceduto da AT.
D (Dial)Il modem compone il numero telefonico che segue.
- DP = componi a impulsi
- DT = componi a toni

Una virgola indica di attendere un secondo.
H (Hook)Il modem riattacca la linea.
BnSeleziona lo standard CCITT o Bell.
- B0 seleziona lo standard CCITT.
- B1 seleziona il Bell.

CnControllo della portante.
EnControlla la generazione di eco dei caratteri da parte del modem in modo comandi.
- E0 Disabilita l'eco dei comandi.
- E1 Abilita l'eco dei comandi (default).

InRiporta alcune informazioni sul modem.
LnRegolazione volume monitor in linea.
- L1 volume basso
- L2 volume medio
- L3 volume alto

MnControllo funzionamento monitor di linea
- M0 Il monitor di linea è inattivo
- M1 Il monitor di linea è attivo durante la composizione del numero
- M2 Il monitor di linea è sempre attivo

QnControllo delle risposte del modem
- Q0 Abilita le risposte
- Q1 Disabilita le risposte

VnSelezione del formato delle risposte del modem
- V0 Seleziona il formato numerico
- V1 Seleziona il formato verbale

XnControllo messaggi estesi di chiamata e connessione
- X4: Abilita il controllo del tono libero
- X3: Disabilita il controllo del tono di libero.

Il modem compone il numero dopo il tempo specificato nel registro S6.
ZnComando di reset. Z1/Z2 profili di configurazione memorizzati in NVRAM.
&CnControllo del segnale DCD
- &C0 DCD rimane sempre ON
- &C1 DCD segue lo stato della portante in linea

&DnControllo del segnale DTR (Data terminal Ready). Richiede l'utilizzo della linea DTR (generata dal computer)
&FCarica il profilo di configurazione del costruttore. Di seguito viene riportato un esempio di profilo di configurazione fornito dal costruttore.
```
B0 E1 L2 M1 N1 Q0 T V1 W0 X3 Y1 &C1 &D0 &G2 &J0 &K3 &Q5 &R1 
&S0 &T4 &X0 &Y0 S00:000 S01:000 S02:043 S03:013 S04:010 S05:008 
S06:004 S07:060 S08:001 S09:006 S10:014 S11:095 S12:050 S18:000 
S25:005 S26:001 S36:007 S37:000 S38:010 S44:010 S46:138 S48:007 
S95:003
```

&G (Guard Tone)Attiva un segnale acustico di protezione.
&KControllo flusso dati
- &K0 Disabilita il controllo di flusso dati
- &K3 Abilita il controllo di flusso RTS/CTS
- &K4 Abilita il controllo di flusso XON/XOFF

&LUsa una linea dedicata
&MImposta il modo di trasmissione asincrono/sincrono
&QSelezione funzionamento Sincrono/Asincrono. Questo comando è un'estensione del comando &M e seleziona i possibili modi di connessione del modem.
&S (Data Set Ready)Richiede l'utilizzo della linea DSR (dell'interfaccia seriale).
&VMostra la configurazione attuale del modem. Esempio:
AT&V
```
ACTIVE PROFILE: B1 E1 L2 M1 Q0 V1 X4 Y0 &C1 &D2 &G0 &L0 &M0
&O0 &P0 &R0 &S0 &X0 &Y0 %D1 %L012 %P0 %S0 %A000 %C1 \A3 \C0
\E0 \G0 \H0 \J0 \K5 \N0 \Q3 \T000 \V1 \X0 S00:001 S06:002 S07:045
S08:002 S09:006 S10:014 S11:095 S12:050 S14:8BH S16:33H S18:000
S21:30H S22:76H S23:16H S25:005 S26:001 S27:00H S28:10H
```

```
STORED PROFILE 0: B0 E1 L2 M1 Q0 V1 X3 Y0 &C1 &D2 &G0 &L0 &M0
&O0 &P0 &R0 &S0 &X0 %D1 %L012 %P0 %S0 %A000 %C1 \A3 \C0 \E0
\G0 \H0 \J0 \K5 \N0 \Q3 \T000 \V1 \X0 S00:001 S14:8BH S18:000
S21:30H S22:66H S23:15H S25:005 S26:001 S27:00H
```

```
STORED PROFILE 1: B1 E1 L2 M1 Q0 V1 X4 Y0 &C1 &D2 &G0 &L0 &M0
&O0 &P0 &R0 &S0 &X0 %D1 %L012 %P0 %S0 %A000 %C1 \A3 \C0 \E0
\G0 \H0 \J0 \K5 \N6 \Q3 \T000 \V1 \X0 S00:001 S14:9BH S18:000
S21:30H S22:76H S23:15H S25:005 S26:001 S27:00H
```

```
TELEPHONE NUMBERS
&Z0= &Z1= &Z2= &Z3=
```

&WnMemorizzazione configurazione attuale
- &W0 Salva l'attuale configurazione come profilo 0.
- &W1 Salva l'attuale configurazione come profilo 1.

&XSeleziona la sorgente del clock di trasmissione in modo sincrono
&YSceglie il profilo NVRAM da usare al power on o al reset.